# Extension Reef
Das Extension Reef (englisch für Erweiterungsriff, spanisch Arrecife Extensión) ist ein Riff westlich der Antarktischen Halbinsel. Im Archipel der Biscoe-Inseln umfasst es eine große Zahl kleiner Inseln und Rifffelsen und erstreckt sich ausgehend vom südlichen Ende der Rabot-Insel über eine Länge von 16 km in südwestlicher Richtung.
Teilnehmer der British Graham Land Expedition (1934–1937) unter der Leitung des australischen Polarforschers John Rymill entdeckten es und benannten es deskriptiv.